# Tadeusz Kern-Jędrychowski
Tadeusz Kern-Jędrychowski, ps. Szrapnel (ur. 14 marca 1917 w Stolinie, zm. 15 marca 1995 w Warszawie) – polski inżynier, oficer Armii Krajowej, żołnierz Zgrupowania „Żmija”, uczestnik powstania warszawskiego.

## Życiorys
Syn Aleksandra i Heleny Kern, nauczycielki. Miał ojczyma, który został wywieziony do Starobielska. Uczył się w Częstochowie, gdzie zdał maturę. Przed II wojną światową ukończył Szkołę Podchorążych Rezerwy Artylerii we Włodzimierzu (1937–1938) i Szkołę Podchorążych Artylerii w Toruniu (1938–1939).  
W kampanii wrześniowej jako porucznik artylerii walczył w składzie Armii „Pomorze”. 1 października 1939 został wzięty do niewoli niemieckiej, z której po 8 dniach uciekł. Od 15 października 1939 do 1 lutego 1941 przebywał w Częstochowie, później w Warszawie, gdzie pracował w firmie produkującej płyty wiórowo-cementowe. Działał w konspiracji. Był szefem Oddziału II Obwodu AK Żoliborz, oraz instruktorem Szkoły Podchorążych Rezerwy Piechoty „Agrikola”. W nocy z 19 na 20 kwietnia 1943 był jednym z dowódców akcji oddziału „Osjan” i oddziałów żoliborskich zdobycia magazynów zakładów produkcji konserw „Bacutil” na ulicy Otwockiej na Pradze. 28 kwietnia 1943 dowodził akcją dywersyjną na rzecz wsparcia powstania w getcie warszawskim. Na rozkaz dowódcy obwodu ppłk. Mieczysława Niedzielskiego „Żywiciel”, brał udział w ataku na posterunek SS na rogu ul. Konwiktorskiej i Zakroczymskiej. W czasie akcji zabito trzech esesmanów. Dowodził również akcją 21 maja 1943 likwidacji Szymona Wiktorowicza, konfidenta Gestapo w organizacji „Miecz i Pług”, który zadenuncjował m.in. Janusza Kusocińskiego. Akcja miała miejsce przy ul. Elektoralnej. Wzięło w niej udział 6 podchorążych. W trakcie powstania warszawskiego, 1 sierpnia przeszedł z meldunkiem dowódcy obwodu do Śródmieścia, w połowie sierpnia przybył kanałami na Żoliborz, gdzie 20 sierpnia został mianowany Szefem Wydziału Bezpieczeństwa Sztabu Obwodu. „Szrapnel” dowodził wówczas kontrwywiadem i żandarmerią polową. 17 września objął dowodzenie kompanią „Szrapnel” złożoną z resztek Zgrupowania „Żmija”. Po powstaniu przebywał w niewoli w Stalagu XI A Altengrabow, Kommando - I batalion (numer jeniecki 46518).  
W czasie II wojny światowej ożenił się z Hanną z Krajewskich (ur. 1920), z którą miał syna Jacka (ur. 1942).  
Po wojnie ukończył Szkołę Inżynierską w Szczecinie i Politechnikę Gdańską.
W 1945 podjął pracę w warszawskim oddziale PKS, dochodząc do stanowiska dyrektora. Pełnił także funkcję wiceprzewodniczącego zarządu ZBoWiD.

## Książki
- Ekonomika i organizacja transportu samochodowego[10]
- Poradnik ekonomisty transportu samochodowego[10]

## Ordery i odznaczenia
- Krzyż Walecznych[1] (dwukrotnie)
- Złoty Krzyż Zasługi z Mieczami[1]
- Krzyż Partyzancki
- Medal „Za udział w wojnie obronnej 1939” (1981)[11]
- Warszawski Krzyż Powstańczy[12]
- Srebrny Krzyż Zasługi (27 kwietnia 1956)[13]
- Medal za Warszawę 1939–1945
- Medal Sprawiedliwy wśród Narodów Świata (1985)[14]

Źródło:.